# Latrobe (Pensilvania)
Latrobe es una ciudad ubicada en el condado de Westmoreland en el estado estadounidense de Pensilvania. En el año 2000 tenía una población de 7,634 habitantes y una densidad poblacional de 1,704.4 personas por km².

## Geografía
Latrobe se encuentra ubicada en las coordenadas 40°18′54″N 79°22′52″O / 40.31500, -79.38111.

## Demografía
Según la Oficina del Censo en 2000 los ingresos medios por hogar en la localidad eran de $33,268 y los ingresos medios por familia eran $42,168. Los hombres tenían unos ingresos medios de $31,802 frente a los $22,227 para las mujeres. La renta per cápita para la localidad era de $18,208. Alrededor del 9.4% de la población estaba por debajo del umbral de pobreza.